# Васс из Ниццы

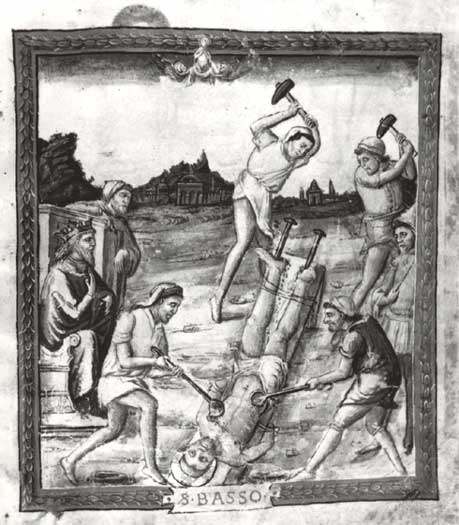
ученичество святого Васса

Васс (Басс, греч. Βάσσος, лат. Bassusум; ум. в середине III века) — священномученик, епископ Никеанский. День памяти — 5 декабря.
Святой Васс предположительно был первым епископом Ниццы. Был пригвождён к доске двумя металлическими прутами во времена правления Декия Траяна.
Поскольку о существовании епископской кафедры в Ницце неизвестно до Аквилейского собора (381 год), то вероятно Васс был епископом малоазийской Никеи, а его мощи попали в Ниццу в конце XVIII века. В пользу этой версии свидетельствует похвальное слово святому Вассу, произнесённое Иоанном Златоустом в день его памяти.
Сохранился канон 4-го гласа, написанный святому Вассу константинопольским патриархом Германом.